# Johanna av Österrike (1547–1578)
Johanna av Österrike, född 24 januari 1547 i Prag, död 11 april 1578 i Florens, var storhertiginna av Toscana. Hon var dotter till Ferdinand I och Anna av Böhmen och Ungern samt gifte sig 1565 med storhertig Frans I av Toscana.

## Biografi
Alliansen med hennes familj var en enorm statusmässig triumf för släkten Medici, som nyligen formellt blivit adlig, och Johanna välkomnades till sitt bröllop i Florens 1565 med omfattande ceremonier. Många berömda konstverk skapades för att välkomna henne; freskerna i Palazzo Vecchio, Fontana del Nettuno, och konstnärerna Giorgio Vasari, Vincenzo Borghini, Alessandro Allori och Giovanni Caccini anlitades för att tillverka dem. 
Äktenskapet blev olyckligt, på grund av makarnas helt olika intressen. Hon beskrivs som obildad, ointelligent och med krokig rygg[källa behövs], han som intellektuell och intresserad av vetenskap. Frans inledde en öppen relation med Bianca Cappello som blev känd i hela Europa och som fortsatte även sedan Johanna, frustrerad över att han inte behandlade henne som hon tyckte att hennes rang förtjänade, fick Cappello förvisad från hovet i Palazzo Pitti efter klagomål hos sin svärfar och svåger. Johanna fick endast döttrar, och då en son föddes 1576 ryktades det att det i själva verket var sonen till en tjänare som hon hade bytt ut. Hon avled efter ett fall nedför en trappa.